# Удилище

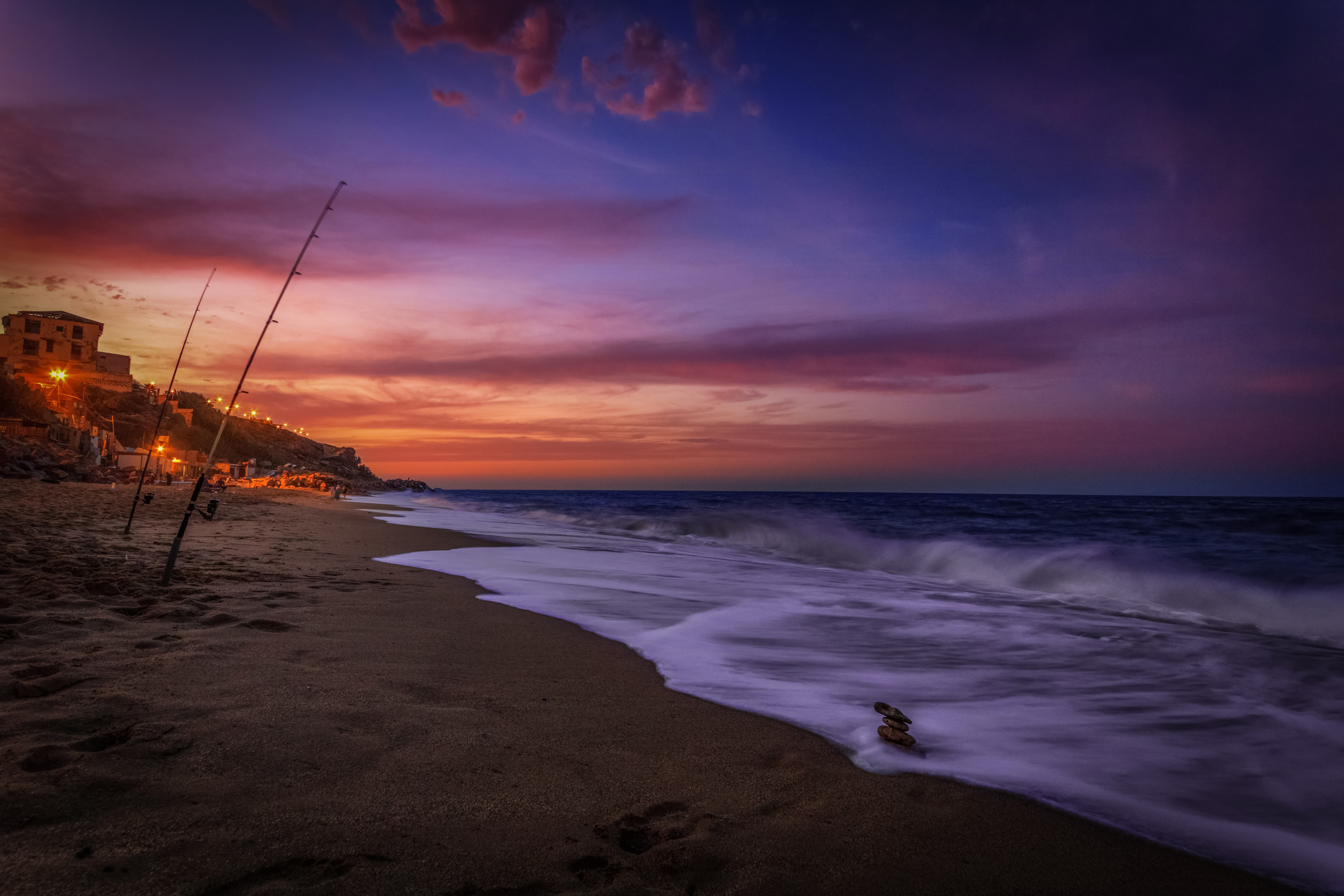
Удилища на пляже

Уди́лище — основная составная часть рыболовной удочки.
Удилище имеет форму длинного тонкого конуса. Толстая часть, за которую рыболов держит удилище, называется ко́мель. Противоположный тонкий конец — вершинка.

## Материал
Материалом для удилища может быть дерево, металл, карбон, стекловолокно и композитные материалы.
Для деревянных удилищ часто используются целиковые хлысты из ивы, в изобилии растущей по берегам рек, а также орешника, берёзы, рябины, можжевельника, черёмухи. Очень хорошие удилища делаются из целого или колотого бамбука.
Металлические удилища делаются из упругих сортов стали или дюраля.
С появлением пластмасс удилища стали делать из монолитных пластиков (винил, полиэтилен) и конических трубок из стекловолокна и углепластика.
Длина удилища в зависимости от способа ловли колеблется от десятка сантиметров (зимние и бортовые удилища) до 18 метров (штекер).
Длинные удилища неудобны для перевозки, поэтому их делают разборными, состоящими из отдельных колен (частей). Если колена удилища сплошные, то их соединяют с помощью трубок, закреплённых на концах, и плотно входящих друг в друга. Такие удилища по названию типа соединения называются штекерными. Полые колена вставляются друг в друга с широкой стороны: тонкое колено в более толстое. При выдвижении колен за тонкие концы, подобно растягиванию подзорной трубы, они клинятся между собой, образуя жёсткую конструкцию. Такие удилища получили название телескопические, в обиходе, телескоп. Особо стоят сверхдлинные удилища, называемые штекером, сочетающие штекерные и телескопические типы соединений.
Длина разборного удилища определяется удобством транспортировки и может колебаться от 40 см до 2 м у штекеров. В разобранном виде все колена телескопического удилища размещаются в самом толстом и прочном нижнем, комлевом колене, которое служит футляром, защищающим удилище при перевозке. Штекерные удилища в разобранном виде — это отдельные колена, которые для транспортировки должны помещаться в специальный футляр. Разборные удилища тяжелее цельных за счёт соединительных трубок у штекерных удилищ, или перекрытий у телескопических удилищ. Перекрытие в коленах телескопических удилищ достигает 10 % длины колена, что заметно утяжеляет их.
При использовании бегучей оснастки на удилища устанавливают кольца и катушкодержатель. На телескопическом удилище кольца могут располагаться только на концах колен, иначе его не соберёшь (не вдвинешь колена друг в друга). На штекерных удилищах кольца располагаются на оптимальных местах и, как правило, их больше, чем колен.
При тонком комле для удобства держания удилища в руках размещается ручка. Длина ручки делается такой, чтобы удобно было закидывать снасть и вываживать рыбу.
Тенденция в совершенствовании удилища связана, в основном, со снижением его веса. Наиболее распространённые до середины XX века бамбуковые 3-хколенные удилища для любительской ловли длиной 4,5 м весили 400 г. Переход на стеклопластиковые телескопические удилища сказался не столько на весе удилища, сколько на компактности в собранном виде. Переход на промышленное производство позволило унифицировать характеристики удилищ. Настоящая революция в весе удилищ произошла с выпуском удилищ из углепластика. Современное удилище из углепластика при длине 5 м весит менее 200 г.
Удилища различаются по механическим характеристикам. Их сочетание определяет строй удилища.
Жёсткость удилища — способность сопротивляться изгибу под нагрузкой. По жёсткости удилища бывают мягкие, средние и жёсткие. Чем мягче удилище, тем больше оно изгибается под одним и тем же весом. Жесткие удилища используются для заброса тяжёлых оснасток и ловли большой сильной рыбы.
Упругость удилища — скорость выпрямления удилища после снятия нагрузки. Более упругие удилища быстрее распрямляются, их называют ещё быстрыми.
Оценить строй удилища можно по динамической кривой. Если взять удилище в руки за комель и встряхнуть, то по кривой свободных колебаний удилища можно определить строй и качество изготовления. Удилище должно плавно изгибаться и колебаться в одной плоскости.
Все выпускаемые удилища, в какой-то мере, стандартизированы по весу забрасываемой оснастки, так называемый тест удилища. Тест удилища выражается в граммах и показывает разброс весов оснастки, которую можно забросить, не перегружая удилище.
Цельные короткие удилища используются, когда не надо далеко закидывать оснастку — рыбу ловят буквально «под ногами». Это зимние удочки, бортовые удочки и др.
При ловле удилище держат в руках, поэтому, кроме его веса, важно распределение веса удилища по длине — его баланс. Чем ближе центр тяжести удилища к держащей руке, тем удобнее его держать и производить забросы оснастки. У несбалансированного удилища центр тяжести находится примерно на расстоянии 1/3 длины от комля. Для приближения центра тяжести удилища к рукам утяжеляют комель грузом. В качестве балансира используются свинцовые грузы, размещённые на комле или внутри его, если комель полый. Балансирами, смещающими центр тяжести удилища к комлю, являются ручка и катушка (на удилище с кольцами), поэтому ручка и катушка должны быть относительно тяжёлыми. Особенно высокие требования предъявляются к удилищам для спиннинга и нахлыста. У спиннинга центр тяжести должен находиться перед катушкой. На нахлыстовых удилищах центр тяжести расположен под рукой, так как катушка располагается на конце комля — она не используется для вываживания рыбы.

## Применение
Цельные короткие удилища используются, когда не надо далеко закидывать оснастку — рыбу ловят буквально «под ногами». Это зимние удочки, бортовые удочки и др.
Длинные удилища без колец применяются в спортивной поплавочной ловле, когда по условиям соревнований можно ловить только одной удочкой, не выпуская её из рук, не кладя на подставку, берег или в воду.
Наиболее широко распространено применение удилищ с кольцами. По существу, удилище с кольцами является универсальным.
При всём разнообразии специализации удилищ, которую указывает производитель, одно и то же удилище можно использовать при разных способах ловли.
Удилище может применяться не только для рыбной ловли. Разборное или телескопическое удилище благодаря компактности при перевозке часто используется в качестве флагштока. Небольшое удилище с привязанной к концу игрушкой на верёвочке используется для игры с котами и другими домашними животными. Привязанный к удилищу волан используется для отработки ударов начинающими бадминтонистами.